# Santa Ana (Tucumán)
Santa Ana es una localidad del sur de la provincia de Tucumán, Argentina. Se encuentra ubicada a 355 m s. n. m., en el departamento Río Chico, y a 97 km al suroeste de la capital de la provincia, con la cual se comunica a través de la ruta nacional 38. Cuenta con villas (pequeños asentamientos) antiguamente denominadas colonias, de las que destacan villa San Roque (excolonia 5), Villa Santa Ana, Villa Hileret, Villa San Nicolás, Villa Luján entre otras.

## Población
Cuenta con 7871 habitantes (Indec, 2010), lo que representa un incremento del 66% frente a los 4723 habitantes (Indec, 2001) del censo anterior.
| Gráfica de evolución demográfica de Santa Ana entre 1960 y 2010 |
|                                                                 |
| Fuentes: INDEC                                                  |

## Historia
La historia de Santa Ana, localidad de Río Chico, comienza en 1870 cuando sus antiguos propietarios, Belisario López y Lidoro Quinteros, instalaron una rudimentaria fábrica de azúcar donde procesaban la cosecha de seis cuadras de caña que tenían plantadas. Los resultados obtenidos hicieron ver a Clodomiro Hileret, un francés con espíritu empresario, el posible éxito de una fábrica de azúcar con instalaciones apropiadas. Así, adquirió en propiedad estas tierras y fundó en 1889 el Ingenio Santa Ana. La fábrica trajo el despertar de la economía agrícola e industrial en la zona y creció hasta ser la mayor en Tucumán en 1895. Al morir Clodomiro Hileret en 1903 se transformó en Ingenio y Refinería Santa Ana, Hileret y Compañía Sociedad Limitada. A partir de 1917 los inconvenientes económicos y financieros obligaron al directorio a utilizar créditos en una proporción superior a la renta. De esta forma quiebra la Sociedad. El Banco Nación evitó el cierre del ingenio adquiriéndolo en diciembre de 1932, recién en octubre de 1940 se hizo cargo definitivamente e inicio un eficiente ordenamiento técnico. Después de un vasto estudio se renovaron los cañaverales y se ampliaron obras de irrigación. Las vías férreas y alambrados fueron adaptados a las necesidades del establecimiento. Además se creó una Estación Experimental para estudio y orientación de los agricultores locales. Dentro del intenso plan de obras, se tuvo especial interés por dar a la población una buena asistencia social, dotándola de un moderno edificio para hospital, con vivienda para la Congregación Nuestra Señora de la Consolación, a quienes se le encomendó la vigilancia y cuidado de los enfermos, esto a partir del 1 de junio de 1955; ese día firmaron las bases reglamentarias la madre Catalina Escoda, en nombre de la congregación y el ingeniero José Padilla por el ingenio Santa Ana.

## Turismo

### Reserva natural estricta Santa Ana
Creada por ley provincial 2439 de 1940, son 20.000 ha de fauna y flora protegidas en una topografía muy accidentada de "Selva de las Yungas" y "Selva Tucumana-Boliviana; con protección de spp. de anfibios, reptiles, aves, mamíferos.
Está funcionando ecológicamente como una "clausura". Es administrada por la "Dirección de Recursos Naturales y Riego de la Provincia", con un grado de control insuficiente; no admite visitantes 

## Clubes
- Club Atlético Santa Ana, C.A.S.A., (ex-Club Atlético Ingenio Santa Ana)
- Club Atlético San Lorenzo de Santa Ana
- Club Atlético 12 de Octubre (Ex-Lote 12)
- Club Atlético Deportivo y Cultural Racing Club Lote 13
- Liga de Veteranos
- ONG: FU.SER.SOL, Fundación de Servicios Solidarios - CENTRO DE HABILITACIÓN -FEISA fundación ex ingenio santa ana
- Club el Ciclón Hockey (Barrio Norte)
- Santa Ana Rugby Club.

## Educación
- Escuela de Formación Profesional Santa Ana
- Escuela Nocturna de Santa Ana
- Escuela Media de Santa Ana
- Escuela Agrotécnica Juan Mantovani
- Escuela Marcos Manuel Avellaneda
- Escuela N°320 Libertador General San MartínLa Parroquia Santa Ana y San Joaquín se encuentra al ingreso del Pueblo de Santa Ana, en el sur tucumano, sobre la calle Mardonio Breppe.

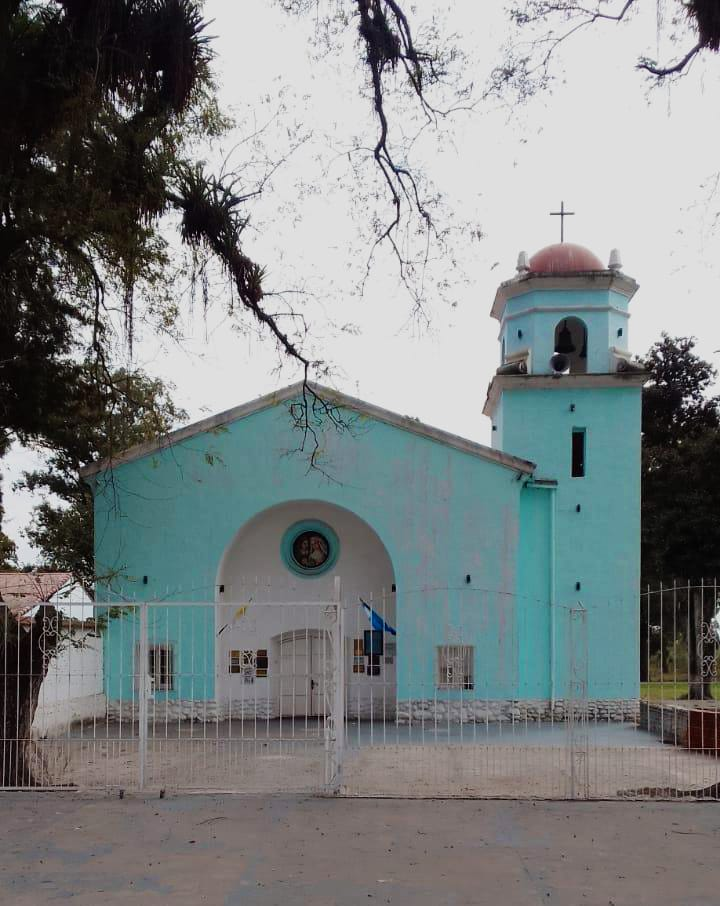
La Parroquia Santa Ana y San Joaquín se encuentra al ingreso del Pueblo de Santa Ana, en el sur tucumano, sobre la calle Mardonio Breppe.

Cuenta con 10 escuelas primarias

## Religión

### Parroquias de la Iglesia Católica
| Diócesis  | Santísima Concepción    |
| --------- | ----------------------- |
| Parroquia | Santa Ana y San Joaquín |

Además, hay presencia de numerosas congregaciones protestantes en sus múltiples vertientes.

## Personalidades
- Horace William Bliss, economista.

- Víctor Hugo Morales, futbolista.

- René Herrera, futbolista.